# 佐藤照雄
佐藤 照雄（さとう てるお）は、日本のアニメ演出家、アニメ監督。主にサンライズのアニメを手掛ける。

## 経歴
1996年、「少年サンタの大冒険!」の制作進行を務める。なお自身の初めて関わったアニメとなる。
1998年、「影技 SHADOW SKILL」第1話「我が一撃は無敵なり」にて演出家デビュー。以降、制作進行から演出家へと転身を果たし、演出家の活動へ重きを置くこととなる。
1999年、「エデンズボゥイ」の絵コンテおよびOP・EDアニメーションを手掛ける。
2000年、「犬夜叉」の絵コンテを務める。以降、2020年の「半妖の夜叉姫」まで犬夜叉の各シリーズへ関わることとなる。
2008年、OVA作品「らんま1/2 悪夢!春眠香」を手掛ける。初めて犬夜叉以外の高橋留美子作品へ関わった。
2009年、「犬夜叉」の続編となる「犬夜叉 完結編」の副監督に起用。
2014年10月、「アイカツ!」へ初めて参入を果たす。以降、各シリーズの絵コンテなどを担当。
2016年4月、兼ねてから絵コンテを務めた「アイカツ!シリーズ」の第2弾となる「アイカツスターズ!」で初監督を果たす。
2019年2月、「劇場版シティーハンター 新宿プライベート・アイズ」にてチーフ演出を務める。
2020年10月、「半妖の夜叉姫」壱の章の監督を務める。またTVアニメーションの監督を「アイカツスターズ!」以来2度の監督担当となる。

## 参加作品

### テレビアニメ
1996年
- 少年サンタの大冒険!（制作進行）

1997年
- HAUNTEDじゃんくしょん（制作進行）

1998年
- 影技 SHADOW SKILL（各話演出）
- 快傑蒸気探偵団（各話演出）

1999年
- エデンズボゥイ（各話絵コンテ・演出・OP・EDアニメーション制作）

2000年
- 犬夜叉（各話絵コンテ・演出・OP6アニメーション、ED7・8アニメーション）

2001年
- 逮捕しちゃうぞ SECOND SEASON（各話絵コンテ・演出）
- 六門天外モンコレナイト（各話絵コンテ・演出）
- ココロ図書館（各話絵コンテ・演出）
- RAVE（8話絵コンテ）

2002年
- 満月をさがして（各話絵コンテ・演出）
- 機動戦士ガンダムSEED（第8・13話演出）
- ボンバーマンジェッターズ（9話演出）

2003年
- ヤミと帽子と本の旅人（絵コンテ・演出）
- ブラック・ジャック スペシャル 〜命をめぐる4つの奇跡〜（第2話演出）

2004年
- Get Ride! アムドライバー（絵コンテ・演出）
- 焼きたて!! ジャぱん（各話絵コンテ・演出・OP・EDアニメーション）

2005年
- 南の島の小さな飛行機 バーディー（監督補）

2006年
- 結界師（各話絵コンテ・演出・OP・EDアニメーション）

2008年
- テイルズ オブ ジ アビス（絵コンテ・演出）
- ヤッターマン（絵コンテ・演出）

2009年
- 犬夜叉 完結編（副監督・絵コンテ・演出）

2012年
- 緋色の欠片 第二章（絵コンテ・演出）

2014年
- アイカツ!（各話絵コンテ・演出）

2016年
- アイカツスターズ!（監督・各話絵コンテ・演出）

2017年
- けものフレンズ2（各話絵コンテ・演出）

2019年
- アイカツフレンズ!〜かがやきのジュエル〜（絵コンテ・演出）
- アイカツオンパレード! （絵コンテ・演出）

2020年
- 半妖の夜叉姫（監督・絵コンテ・演出）

2022年
- デリシャスパーティ♡プリキュア（絵コンテ）
- ラブライブ!スーパースター!!（第2期、絵コンテ）

2023年
- ひろがるスカイ!プリキュア（絵コンテ）
- Paradox Live THE ANIMATION（絵コンテ）

2026年
- MAO（監督）

### 劇場アニメ
2004年
- 犬夜叉 紅蓮の蓬莱島（演出）

2016年
- 劇場版アイカツスターズ!（スーパーバイザー）

2017年
- 虐殺器官（演出）

2019年
- 劇場版シティーハンター 〈新宿プライベート・アイズ〉（チーフ演出）

### OVA
2008年
- らんま1/2 悪夢!春眠香（演出）

2010年
- 機動戦士ガンダムUC（絵コンテ・演出）

2022年
- 機動戦士ガンダム 水星の魔女 PROLOGUE（演出）